# 石田誠 (実業家)
石田 誠（いしだ まこと、1960年5月9日 - ）は、日本の経営者。株式会社アップガレージの創業者であり、現 代表取締役会長。また、株式会社クルーバーホールディングス 代表取締役社長、株式会社東京タイヤ 代表取締役会長、株式会社ZERO TO ONE 代表取締役会長、株式会社タッチアップエンターテインメント 代表取締役会長でもある。

## 経歴
神奈川県出身。芝中学校・高等学校を経て、早稲田大学文学部に在学中の1983年 に川崎市で兄と中古車販売店「オートフリーク」を設立し、車が飛ぶように売れた時代の追い風に乗り、6店舗を展開。90年代半ばに大手が中古車市場に本格的に参入してきたこともあり、経営コンサルタントに市場調査を依頼、カー用品の市場規模が大きいことから、中古車販売から中古カー用品販売に移行。1999年 にオートフリークからスピンアウトするかたちで中古カー＆バイク用品を扱う株式会社アップガレージを設立。会社設立2年目の2000年 よりフランチャイズ展開を開始。2004年 に東証マザーズに上場（2012年、MBOにより上場廃止）。2005年には中古カー用品市場のトップシェアを誇る企業となった。
2014年に持株会社である株式会社クルーバーホールディングス設立、新品タイヤを中心に扱う株式会社東京タイヤ設立。2015年にクルーバーホールディングスグループのIT部門を独立させ株式会社ZERO TO ONE設立。2017年、芸能事務所「2TOUCH」のタレントマネージメント業務を譲受。新規資本で「株式会社タッチアップエンターテインメント」を設立し芸能事務所事業を開始する。